# إل جوردو (بلدة)
بلدية إل جوردو (بالإسبانية: El Gordo)، هي بلدية تقع في مقاطعة قصرش والتي تقع في منطقة إكستريمادورا، غرب إسبانيا.
يبلغ عدد سكانها 288 نسمة وفقاً لإحصائية سنة (2002).